# Studená, Slovacia
Studená este o comună slovacă, aflată în districtul Rimavská Sobota din regiunea Banská Bystrica, pe malul râului Gortva⁠(d). Localitatea se află la altitudinea de 265 m deasupra n.m., se întinde pe o suprafață de 1,73 km2 și în 2017 număra 263 de locuitori.

## Istoric
Localitatea Studená este atestată documentar din 1304.

## Demografie
| An:                | 1994 | 2004   | 2014   | 2024   |
| ------------------ | ---- | ------ | ------ | ------ |
| Număr de persoane: | 293  | 277    | 273    | 280    |
| Diferență:         |      | −5,46% | −1,44% | +2,56% |

| An:                | 2023 | 2024   |
| ------------------ | ---- | ------ |
| Număr de persoane: | 287  | 280    |
| Diferență:         |      | −2,43% |